# المتاحف الملكية للفن والتاريخ
المتاحف الملكية للفن والتاريخ (بالفرنسية: Musées royaux d'Art et d'Histoire، بالهولندية: Koninklijke Musea voor Kunst en Geschiedenis) أو RMAH هي مجموعة من المتاحف في بروكسل، بلجيكا. وهي جزء من المعهد الفيدرالي البلجيكي التابع لمكتب السياسة الفيدرالية البلجيكية (BELSPO).
تشمل المجموعة:
- متحف الفن والتاريخ (سابقًا متحف سينكوانتير( متحف الذكرى الخمسون) «بالفرنسية: Cinquantenaire»[2]
- جناح هورتا-لامبو
- هالي غيت
- متاحف الشرق الأقصى
- متحف الآلات الموسيقية

## نبذة تاريخية[3]

### أصول متحف سينكوانتير
في الفترة الممتدة من القرن الخامس عشر حتى القرن السابع عشر، عُرِضت الهدايا الدبلوماسية والتذكارات والقطع النادرة والنفيسة التي امتلكها الدوقات البورغندييون ومن ثم مقتنيات أرشيدوقات هابسبورغ في قاعة رويال أرسينال (الترسانة الملكية) «بالإنجليزية: Royal Arsenal»، وهي قاعة كبيرة بالقرب من القصر الواقع على هضبة كودنبيرغ. أُنشِئت هناك مجموعة المقتنيات الأولى الموجودة حاليًا في المتاحف الملكية للفن والتاريخ. نُقِل للأسف عدد كبير من الثروات والقطع الفنية إلى المتاحف الإمبراطورية في فيينا في عام 1794. في عام 1835، أُسِّس «متحف الأسلحة والدروع والأعمال الفنية الأثرية والعملات التذكارية» (بالفرنسية:Musée d’Armes anciennes, d’Armures, d’Objets d’Art et de Numismatique ) برئاسة الكونت آميدي دي بوفورت، بهدف منح استقلال الدولة البلجيكية الفتية منظوراً تاريخياً، ونُقِلت المقتنيات إلى جناح قصر الصناعة (بالفرنسية:Palais de l’Industrie) وهو الجناح الأيسر الحالي للمتاحف الملكية للفنون الجميلة.

### من هالي غيت إلى قصر سينكوانتير

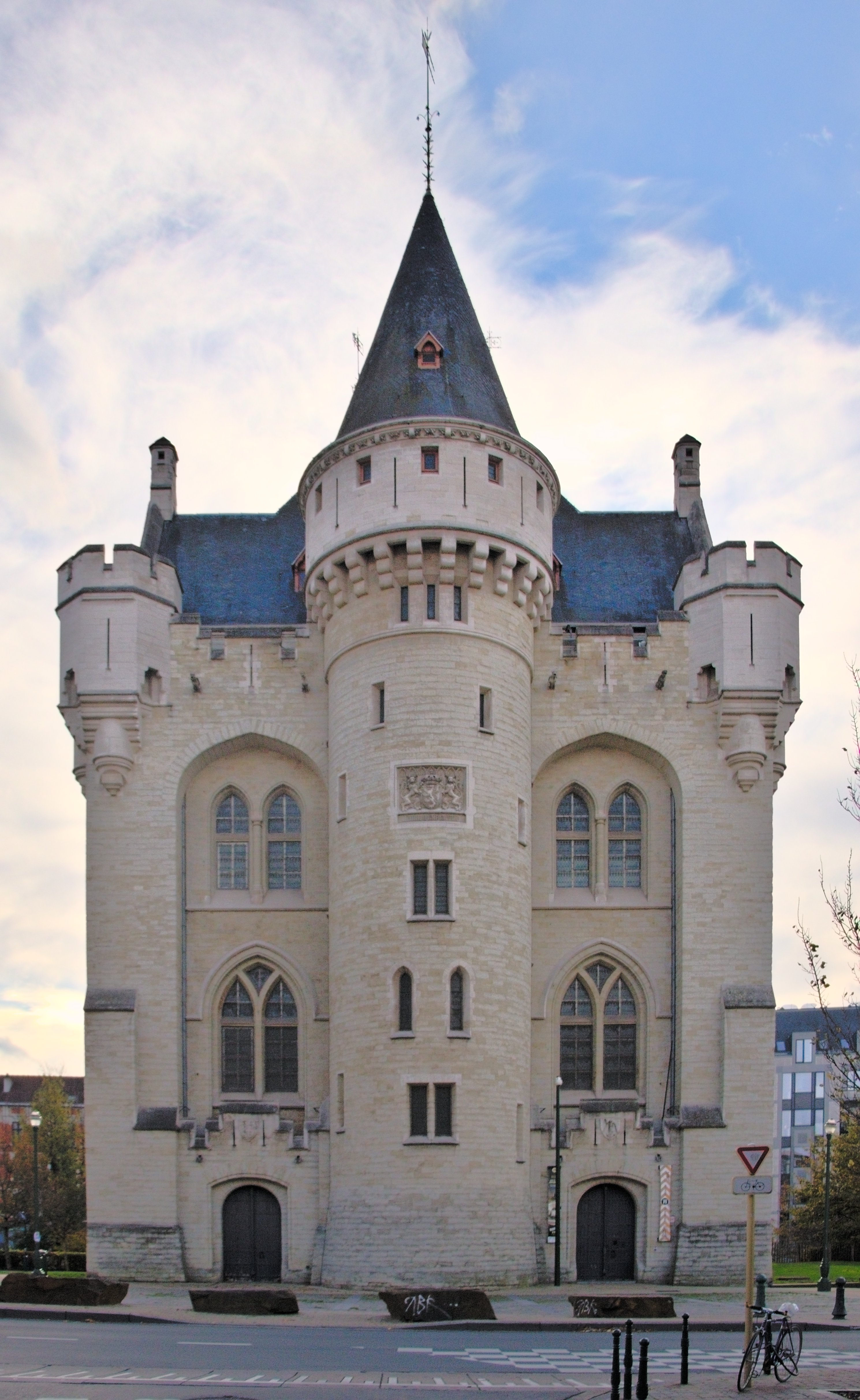
بزابة هالي غيت بعد ترميمها

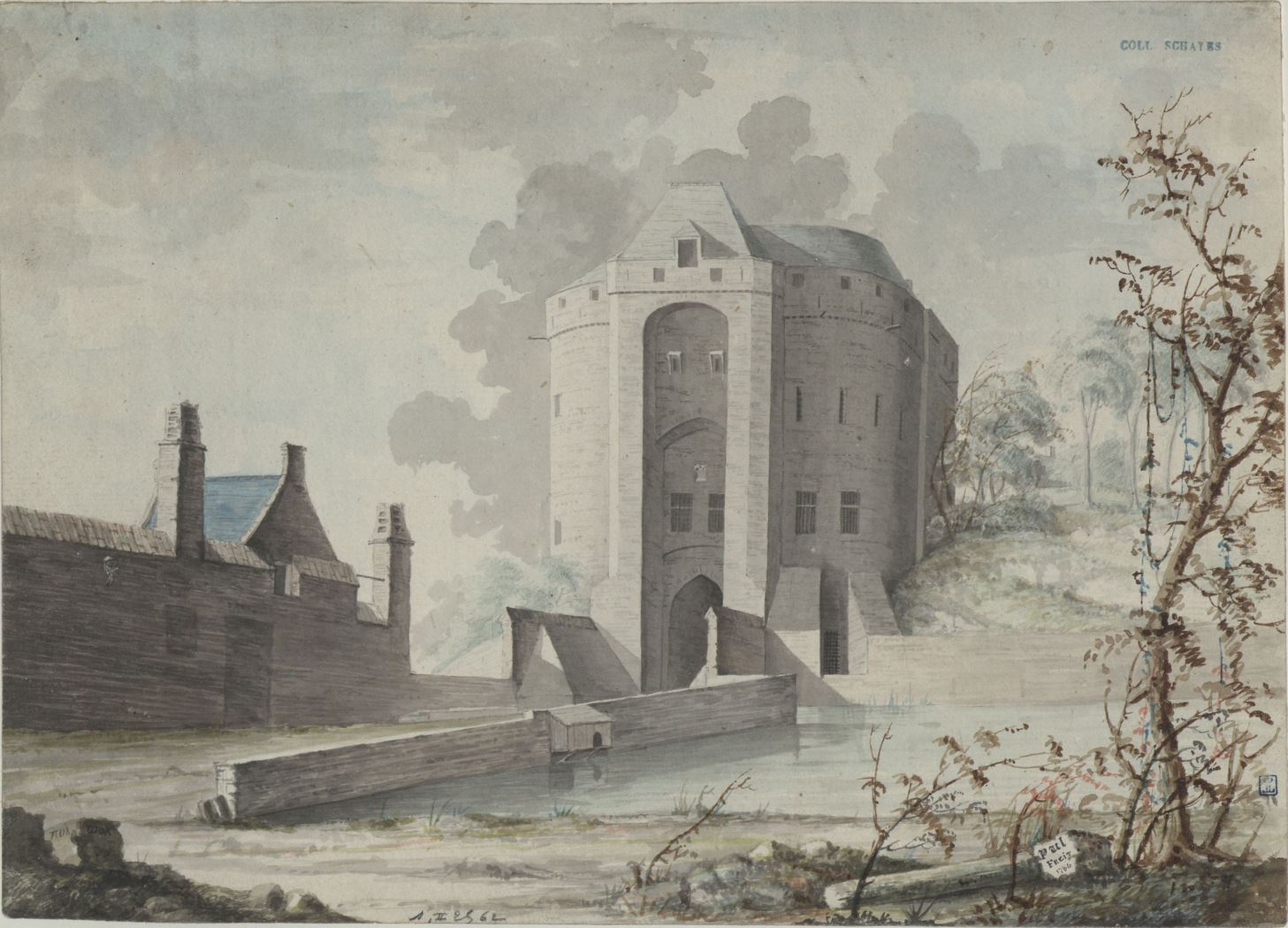
بوابة هالي غيت في عام 1786، لوحة مائية بريشة الفنان بول فيتزثومب

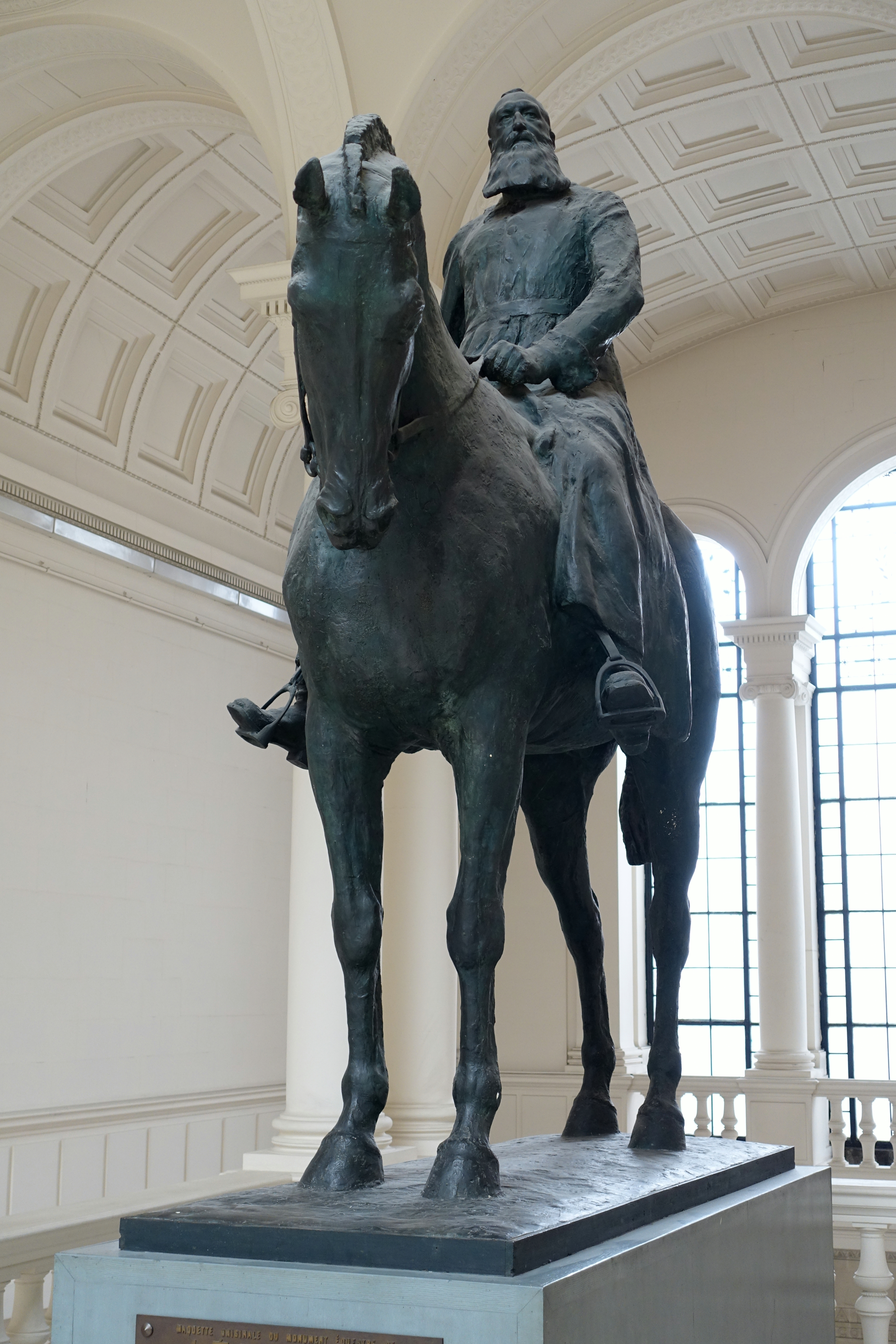
تمثال للملك ليوبولد الثاني صممه توماس فينسوت محفوظ في متحف سينكوانتنير في بروكسل عرفانا بدوره في تأسيس المتحف

سميت القاعة فيما بعد باسم «المتحف الملكي للدروع والآثار والاثنولوجيا» (بالفرنسية: Musée royale d’Armures, d’Antiquités et d’Ethnologie)، ونقلت المؤسسة مجموعة مقتنياتها إلى هالي غيت التي رُممت مؤخرًا آنذاك، وهي بوابة باقية من جدار المدينة القديمة المحيط ببروكسل. كان «أنطوان غيوم برنارد شايس» القيّم الأول عليها، وتوسعت مجموعة المقتنيات بسرعة، وذلك بفضل الترِكات المهمة من أشخاص أمثال غوستاف هيغيمان ( (1861 وإميل دي ميستر دي رافستين (1874). عندما أصبحت هالي غيت صغيرة جدًا على أن تتسع للعدد المتزايد باستمرار من المعروضات، اتُخِذ قرار بتقسيم مجموعات المقتنيات، وفي عام 1889، وتحت إشراف القيّم الجديد، يوجين فان أوفرلوب، نُقِلت معروضات العصور الكلاسيكية القديمة إلى قصر سينكوانتير الذي بُني بمبادرة من الملك ليوبولد الثاني. في عام 1906، نُقِلت المجموعة الإثنوغرافية بطريقة مماثلة، لتتبقى مجموعة الأسلحة والدروع في هالي غيت. أُطلِق على مُجَمّع المتاحف الجديد في سينكوانتير اسم المتاحف الملكية للفن الزخرفي والصناعي. جرى تغيير هذا الاسم في عام 1912 إلى «المتاحف الملكية في سينكوانتير»، ولكن لمنع الالتباس، كان لا بد من تغييره مرة أخرى لدى تأسيس متحف القوات المسلحة والتاريخ العسكري في سينكوانتير في عام 1922. أصبح اسم المؤسسة «المتاحف الملكية للفن والتاريخ»، وهو الاسم الذي اعتُمِد رسميًا في عام 1926 ولم يتغير حتى يومنا هذا. في عام 1925، خَلَفَ يوجين فان أوفرلوب عالم المصريات جان كابارت، الذي جعل من المتاحف في فترة توليه المنصب مؤسسة علمية رائدة. في الواقع، أثبتت فترة ما بين الحربين أنها فترة مبشرة بالنجاح: إذ وُسِّعت مجموعات مقتنيات متحف سينكوانتير، وازدادت الأموال وأحدِثت مراكز بحث مختلفة ؛ بالإضافة إلى ذلك، نُظِّمت عدة بعثات علمية، كانت إحداها إلى جزيرة القيامة في عام 1936.

### متحف سينكوانتير بعد الحرب العالمية الثانية

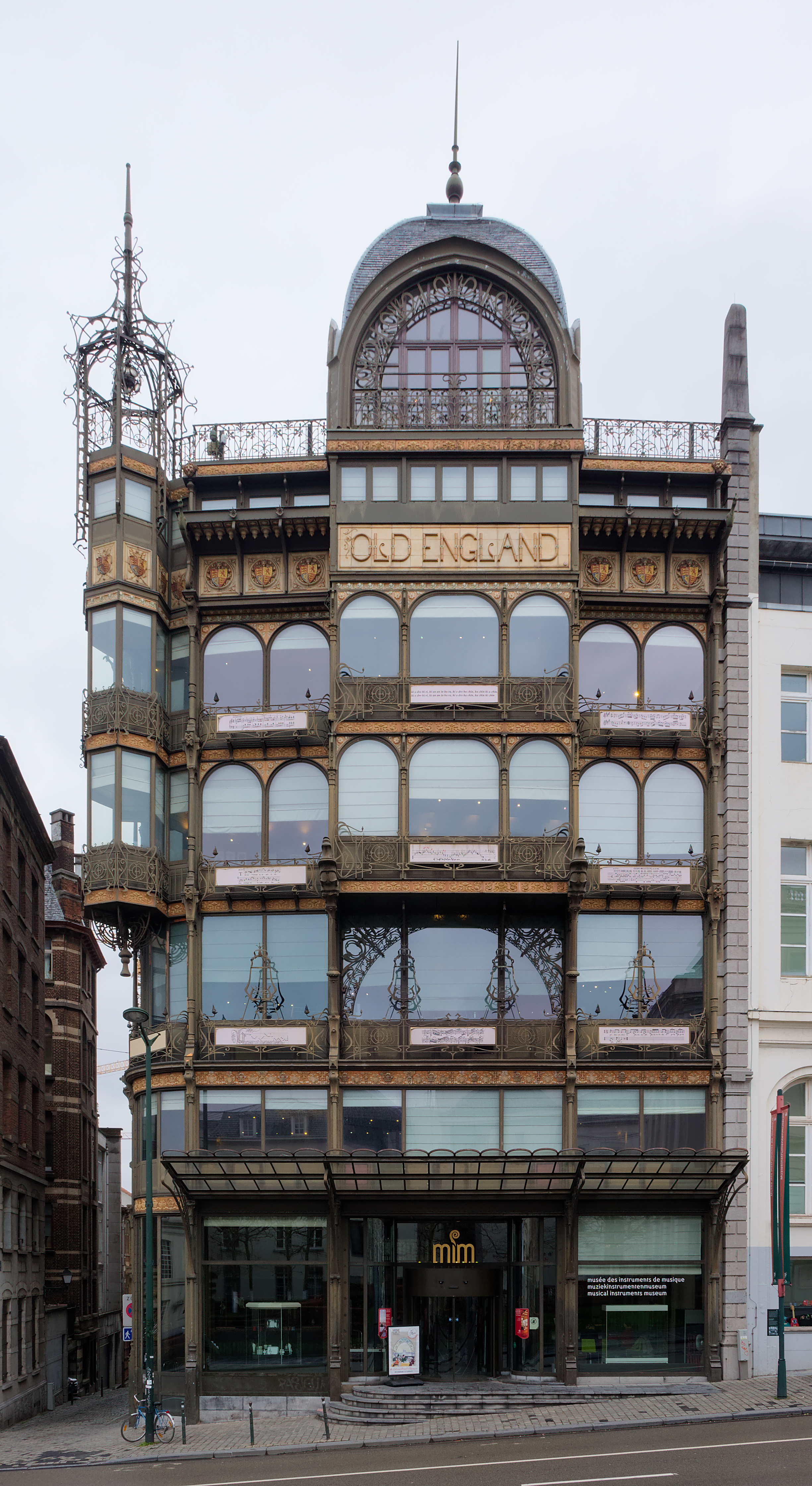
متحف الآلات الموسيقية

تسببت الحرب العالمية الثانية بوقف حاد لأنشطة المتاحف الملكية للفن والتاريخ)أر أم إيه أتش). نُقِلت المقتنيات إلى مكان آمن، وفي عام 1942، تسلم هنري لافاشري منصب جان كابارت. مباشرة بعد الحرب، بدأ هنري عملية إعادة تنظيم شاملة للمؤسسة. في عام 1946، التهم حريق شرس أحد الأجنحة من متحف سينكوانتير محولًا إياه إلى رماد، وأدى كذلك لتدمير جزء من المقتنيات الموجودة هناك. استغرقت عملية إعادة البناء بعض الوقت ولم يُفتتح الجناح الجديد حتى عام 1966. ترأس هذا العمل الكونت تشارلز دي بورشغراف دالتينا، القيّم من عام 1951 إلى 1963، وخَلَفَه المباشر بيير غيلبرت. طيلة تلك الفترة، كانا يقومان بتوسيع مجموعات المقتنيات (سلسلة بُسط الحائط المزخرفة (التابستري) «تاريخ يعقوب») وتحديث المتحف. واصل خلفاؤهم من القيّمين أعمال إعادة التنظيم والتجديد، وشهد المتحف منذ منتصف الثمانينيات تنظيم نحو ثمانين معرضًا مؤقتًا كبيرًا، ما زاد من ديناميكية المؤسسة.